# Junonia sumbae
Junonia sumbae är en fjärilsart som beskrevs av William Doherty 1891. Junonia sumbae ingår i släktet Junonia och familjen praktfjärilar. Inga underarter finns listade i Catalogue of Life.